# Querétaro (stad)
Santiago de Querétaro (Purépecha: K’eretarhu) is de hoofdstad van de Mexicaanse staat Querétaro de Arteaga. Deze stad, op een hoogte van circa 1800 meter, telt 1.049.777 inwoners (census 2020), de agglomeratie meer dan anderhalf miljoen.

## Klimaat
Het klimaat wordt gekenmerkt door een aangenaam lage luchtvochtigheid, meestal beneden 50%, die op warme dagen voor verfrissing zorgt. Het is meestal zonnig, zodat de temperatuur overdag klimt tot ongeveer 25 graden, in april en mei tot 30 graden. December en januari zijn de koudste maanden en vooral op bewolkte dagen is het dan erg fris. Het kan regenen vanaf midden mei tot en met oktober. Meestal hangt er in die periode een bewolking afgewisseld met brede opklaringen. De regenbuien zijn moeilijk te voorspellen. Ze zijn lokaal, soms zeer hevig met bliksems, vooral na de middag. Buiten het regenseizoen is er weinig neerslag.

## Economie
Er zijn verscheidene industrieparken in en rondom de stad. Een belangrijk aantal bedrijven zijn leveranciers aan autoconstructeurs. Sinds de komst van het Canadese Bombardier in 2007 werd ook een speciaal park opgericht voor de luchtvaartindustrie.
De gunstige ligging van de stad oefent een aantrekkingskracht uit op bedrijven. De nabijheid van Mexico-Stad (op 200 km) en de ligging op de noord-zuid as tussen de VS en Mexico-Stad, speelt in haar voordeel. Ook de beschikbaarheid van open ruimte voor expansie, een pijnpunt in Mexico-Stad, wordt als een extra troef beschouwd. Begin 2005 werd op 30 km van Querétaro een internationale luchthaven geopend ter vervanging van de oude nationale. Onder impuls van handelsakkoorden hebben Amerikaanse en Canadese bedrijven productielijnen (assemblage) en diensten (bijvoorbeeld call centers) overgeheveld naar Mexico.
De stad kent een sterke bevolkingsaangroei. Dit merkt men ook in de toegenomen verkeersdrukte, vooral tijdens de spitsuren en zelfs tijdens het weekend in het centrum van de stad. De overheid voorziet in de aanleg van een grote ring rond de stad en in een geleidelijke verbetering van de weginfrastructuur.
Querétaro kent een van de hoogste inkomens per inwoner in Mexico. Er zijn verscheidene shopping centers, een modern voetbalstadion, sportinfrastructuur, een busstation. De stad kent geen zware criminaliteit. De inwoners appreciëren de netheid in het centrum. Querétaro wordt als een dure stad beschouwd in vergelijking met andere plaatsen in Mexico.

## Geschiedenis
De stad zou zijn opgericht in 1446 door de lokale bevolking. De Spanjaarden konden pas in 1531 het terrein bezetten dankzij de medewerking van Conin, een tot het katholicisme bekeerde indiaan. Hij kon de lokale bevolking na negen jaar overtuigen dankzij een man-tegen-mangevecht zonder wapens, waarbij volgens de legende de Spaanse apostel Santiago aan de hemel verscheen en hiermee de oude bewoners met verstomming versloeg. Van Conin staat een groot standbeeld langs de autosnelweg bij het binnenrijden van de stad.
De naam van de plaats werd op 25 juli 1531 omgedoopt in Santiago de Querétaro. Querétaro was de oude naam in de plaatselijke taal en refereerde aan de aanwezige rotsen. De apostel Santiago is de Spaanse toevoeging. Elk jaar zijn er rond 25 juli verscheidene feesten in de stad.
De Spaanse invloed toont zich onder andere in het dambordpatroon van de straten in het oude centrum van de stad. Ook verscheidene gebouwen en kerken hebben Spaanse stijlkenmerken.
Tussen 1726 en 1738 werd onder impuls van twee weldoeners een aquaduct gebouwd, om de stad te voorzien van water uit de bergen en alzo te vrijwaren van ziektes. Het werd een indrukwekkend bouwwerk, 1280 m lang en tot 23 m hoog, bestaande uit ruim 70 booggewelven. Het is een van de monumenten in de stad die behoren tot het UNESCO werelderfgoed. Tot 1970 werd het aquaduct nog gebruikt.
In het centrum bevinden zich enkele aangename plaza's op loopafstand van elkaar. In het Spaans heten ze ook "jardines", tuinen, wegens de aanwezigheid van bomen en fonteinen. Een van de plaatsen is genoemd naar Josefa Ortíz de Domínguez. De stad leverde een belangrijke bijdrage aan de onafhankelijkheid van Mexico. Josefa Ortíz was Spaanse en getrouwd met de burgemeester van de stad. Op 13 september 1810 werd door de Spanjaarden een samenzwering ontdekt tegen de Spaanse overheersing, waarbij zij en haar man betrokken waren. Hun weerstand tegen de Spaanse dominantie was ingegeven door het besef van de onderdrukking van het inheemse volk en de nieuwe idealen van vrijheid en gelijkheid die in Europa opgang maakten. Haar man beschouwde de ontdekking van de samenzwering als het einde en sloot Josefa Ortíz op in een kamer. Opgesloten kon ze toch de aandacht trekken van een van de samenzweerders. Ze droeg hem op de anderen te verwittigen van de ontdekking. Twee dagen later, op 16 september 1810 riepen deze de onafhankelijkheid uit. Er begon een jarenlange strijd tegen de Spaanse overheersing die in 1821 de onafhankelijkheid opleverde. De datum van 16 september werd later de nationale feestdag van Mexico.
In Querétaro werden in 1848 de verdragen afgesloten met de VS betreffende de verkoop van de gronden die nu behoren tot de Amerikaanse staten Californië, Nevada, Utah, Arizona en gedeeltelijk tot Colorado, New Mexico en Oregon.

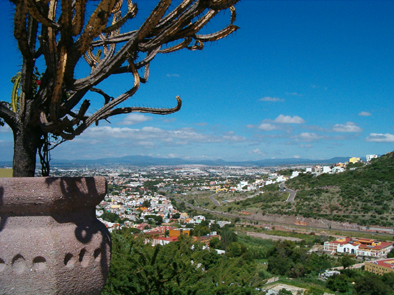
Zicht op Querétaro

In 1867 vond in Querétaro het sluitstuk van de Franse interventie in Mexico plaats. Het beleg van Querétaro duurde twee maanden, en eindigde met de gevangenname en executie van keizer Maximiliaan van Mexico en twee Mexicaanse generaals op de Cerro de las Campanas. De liberalen versloegen in die strijd de conservatieven.
Op 5 februari 1917 werd de Mexicaanse grondwet neergeschreven door het grondwettelijk congres, in het Teatro de la República. Op die datum is er jaarlijks een feest in de stad, waarbij de president van Mexico aanwezig kan zijn.
De stad was in haar geschiedenis drie maal de hoofdstad van het land.

## Toerisme
Het aangename klimaat, het historisch erfgoed, de beperkte criminaliteit en de nabijheid van plaatsen als Bernal en San Miguel de Allende zijn enkele van de toeristische aantrekkingspolen van de stad. In het centrum van de stad werd in de straten een wandelpad gemarkeerd dat leidt naar de belangrijkste monumenten en gebouwen. Er zijn verscheidene markten. De populairste markt is ongetwijfeld deze van De La Cruz, op zondag.

## Religie
De stad is de zetel van het rooms-katholieke bisdom Querétaro.

## Stedenband
- Bakersfield (Verenigde Staten), sinds 2005[1]

Agavelandschap en oude industriële faciliteiten van Tequila · Hydraulisch systeem van het aquaduct van Padre Tembleque · Oude Mayastad en beschermde tropische regenwouden van Calakmul, Campeche · Historische versterkte stad Campeche · Precolumbiaanse stad Chichén Itzá · Centrale Universiteitsstadscampus van de Nationale Autonome Universiteit van Mexico · Biosfeerreservaat El Pinacate y Gran Desierto de Altar · El Camino Real de Tierra Adentro · Precolumbiaanse stad El Tajín · Franciscaanse missieposten in de Sierra Gorda van Queretaro  · Historische stad Guanajuato en aangrenzende mijnen · Hospicio Cabañas, Guadalajara · Eilanden en beschermde gebieden in de Golf van Californië · Luis Barragánhuis en -studio · Historisch Centrum van Mexico-Stad en Xochimilco · Vroeg-16e-eeuwse kloosters op de hellingen van de Popocatépetl · Historisch centrum van Morelia · Historisch centrum van Oaxaca en Monte Albán · Precolumbiaanse stad en nationaal park Palenque · Archeologische zone van Paquimé, Casas Grandes · Historisch centrum van Puebla · Historische monumentenzone van Querétaro · Revillagigedo-archipel · Biosfeerreservaat van de monarchvlinder · Rotstekeningen van de Sierra de San Francisco · Beschermde stad San Miguel en het Heiligdom van Jesús de Nazareno de Atotonilco · Sian Ka'an · Precolumbiaanse stad Teotihuacan · Historische monumentenzone van Tlacotalpan · Precolumbiaanse stad Uxmal · Walvisreservaat van El Vizcaíno · Archeologische monumentenzone van Xochicalco · Historisch centrum van Zacatecas · Tehuacán-Cuicatlánvallei: oorspronkelijke habitat van Mesoamerika
- Biblioteca Nacional de España: XX457176
- Gemeinsame Normdatei: 4116879-3
- Library of Congress Control Number: n81042315
- MusicBrainz: 96641edb-f0dd-4b65-afb9-69af4337650f
- Nationale Bibliotheek van Israël: 987007557208105171
- Virtual International Authority File: 159454608
- WorldCat: E39PBJjhGfDcqybfjYc6RdX8G3